# 閻慶
閻 慶（えん けい、506年 - 582年）は、中国の西魏・北周にかけての軍人・政治家。字は仁慶。本貫は河南郡河陰県。

## 経歴
北魏の龍驤将軍閻進の子として生まれた。衛可孤が盛楽に侵入を図ると、閻慶は父に従って盛楽を守備し、功績を挙げた。別将となり、しばらくして軽車将軍に転じ、給事中を加えられた。後に軍功により、歩兵校尉・中堅将軍に任じられた。
537年、宜陽から長安に入って西魏に帰順した。宇文泰の親任を受けて、中堅将軍・奉車都尉に任じられた。538年、河橋の戦いに参加して、功績により前将軍・太中大夫となり、後将軍に転じ、安次県子に封じられた。543年、邙山の戦いでは先陣を切って戦い、撫軍将軍・大都督に任じられ、爵位は伯に進んだ。使持節・車騎大将軍・儀同三司・散騎常侍・驃騎大将軍・開府儀同三司・雲州大中正に累進し、侍中を加えられ、大野氏の姓を受けた。
557年、北周の孝閔帝が即位すると、河州刺史として出向し、石保県公に進んだ。州治にあっては、善政で知られた。大将軍に就任し、爵位は大安郡公に進んだ。小司空となり、雲州刺史として出され、寧州刺史に転じた。571年、柱国に進んだ。
宇文護の母は、閻慶の伯母であった。宇文護が北周の朝政を専断したが、閻慶はおもねることをしなかった。宇文護が誅殺されると、武帝は閻慶を重用した。閻慶の子の閻毗が武帝の娘の清都公主を妻に迎えた。帝室の姻戚となっても、謙虚な態度で保身につとめ、当時の人に称揚された。573年、辞職を願い出て、許された。老病に苦しみ、静帝が邸に行幸して見舞い、必要な医薬を供給させた。580年、上柱国の位を受けた。581年、隋の文帝が即位すると、皇太子の楊勇に閻慶の邸を訪問させ、病を見舞い、医薬の費用を与えた。582年、77歳で死去した。司空・荊譙淅湖澧広蒙七州諸軍事・荊州刺史の位を追贈された。諡は成といった。
子に閻常・閻毗があり、閻常は閻慶に先だって死去した。閻毗が後を嗣ぎ、大将軍に上った。

## 伝記資料
- 『周書』巻20 列伝第12
- 『北史』巻61 列伝第49